# Jordy Clasie
Jordy Clasie (* 27. června 1991 Haarlem, Nizozemsko) je nizozemský fotbalový záložník a reprezentant, který hraje v klubu Southampton FC. Účastník Mistrovství světa 2014 v Brazílii.

## Klubová kariéra
Sezónu 2009/10 strávil celou na hostování z Feyenoordu v nizozemském klubu SBV Excelsior, kde mu dal příležitost nový trenér klubu Alex Pastoor.
V červenci 2015 posílil anglický klub Southampton FC z Premier League, podepsal čtyřletou smlouvu.

## Reprezentační kariéra
Clasie byl členem nizozemských mládežnických výběrů od kategorie U18. V únoru 2012 se o něj začal zajímat tehdejší trenér nizozemského národního mužstva Bert van Marwijk. V červnu 2013 byl nominován na Mistrovství Evropy hráčů do 21 let konané v Izraeli. S týmem se dostal do semifinále, kde Nizozemsko vypadlo s Itálií po porážce 0:1.
V nizozemském reprezentačním A-mužstvu debutoval až pod trenérem Louisem van Gaalem v přátelském zápase proti Turecku 7. září 2012 v Amsterdamu. Nastoupil v základní sestavě a v 50. minutě byl střídán, Nizozemci porazili svého soupeře 2:0.
Trenér Louis van Gaal jej vzal na Mistrovství světa 2014 v Brazílii. Nizozemci se dostali do boje o třetí místo proti Brazílii, vyhráli 3:0 a získali bronzové medaile. Na turnaji si zahrál v semifinále proti Argentině a v souboji o třetí místo.